# Damnoni

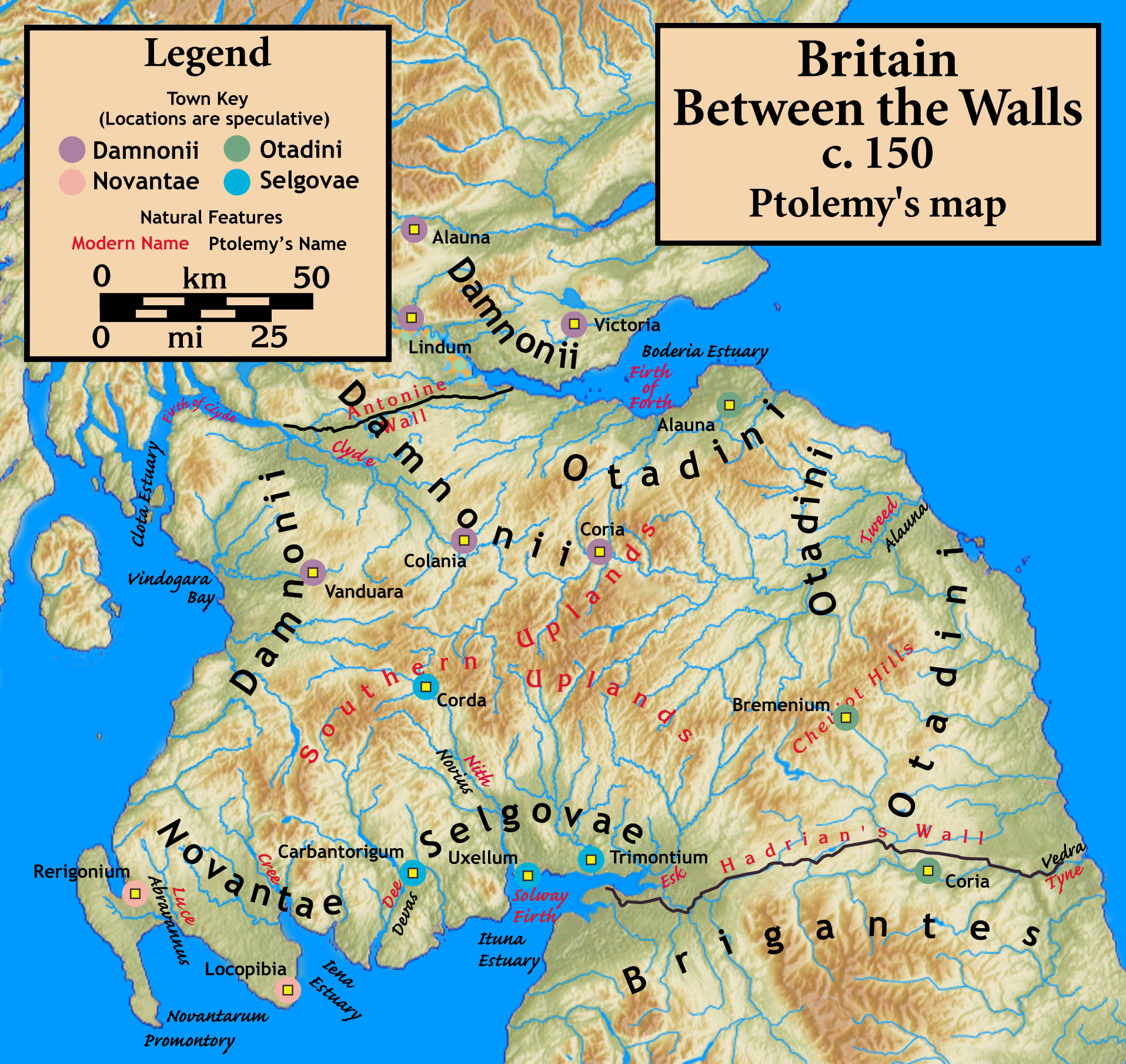
Mappa tolemaica

I Damnoni o Damni erano un popolo della Britannia che viveva in un territorio dell'odierna Scozia compreso in un'area tra il Perthshire a nord e l'Ayrshire a sud, e tra lo Strathclyde a occidente, e il Lothian Occidentale a est. Sono brevemente menzionati nella Geografia di Claudio Tolomeo (I secolo-II secolo) che li chiama Damnonii e Damnii. Non ci sono altre attestazioni storiche su di loro, se non qualche cenno desumibile da Gildas tre secoli dopo. 